# Rickenbach (Germania)
Rickenbach è un comune tedesco di 3 960 abitanti,, situato nel land del Baden-Württemberg.